# Ad valorem
Ad valorem (srp. po vrednosti) latinski je termin koji se najčešće koristi u ekonomiji, za određene vrste carina i poreza.

## Ad valorem carine
Ad valorem carine su dažbine koje se plaćaju na uvezenu robu, a obračunavaju se proporcionalno vrednosti robe (za razliku od tzv. specifičnih carina, gde se uvozna dažbina određuje prema količini robe). Na primer, ako je vrednost uvezene robe 1000 novčanih jedinica, a carinska stopa 10 %, naplaćuje se carina u iznosu od 100 novčanih jedinica.

## Ad valorem porez
Ad valorem porez je porez koji se razrezuje prema stvarnoj ili procenjenoj vrednosti predmeta oporezivanja. Poreska obaveza se utvrđuje u procentu ili promilu od poreske osnovice. U savremenim poreskim sistemima porezi najčešće imaju takav karakter.